# SPQR

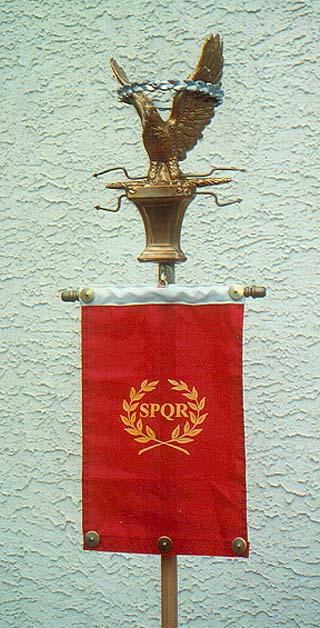
Recriação de águia romana com Senatus Populus Que Romanus

SPQR, uma abreviação para Senatus Populusque Romanus (latim clássico: [sɛˈnaːtʊs pɔpʊˈlʊs kᶣɛ roːˈmaːnʊs]; em português:  "O Senado e Povo Romano"; ou mais livremente "O Senado e o Povo de Roma"), é uma frase abreviada emblemática que se refere ao governo da antiga República Romana. Aparece na moeda romana e no fim de documentos tornados públicos pela inscrição em pedra ou metal, e em dedicações de monumentos e obras públicas.
A frase completa aparece em literatura política, legal e histórica romana, como os discursos de Cícero e Ab Urbe Condita Libri ("Livros da Fundação da Cidade") de Lívio.

## Tradução
SPQR: Senātus Populusque Rōmānus.
Em latim, Senātus é um substantivo singular nominativo que significa "Senado". Populusque é composto pelo substantivo nominativo Populus, "o Povo", e por -que, uma partícula enclítica que significa "e" que conecta os dois substantivos nominativos. A última palavra, Rōmānus ("Romano") é um adjetivo que modifica completamente Senātus Populusque: o "Senado e Povo Romano", tomado como um todo. Assim, a frase é traduzida literalmente como "O Senado e Povo Romano", ou mais livremente como "O Senado e Povo de Roma".

## Uso na atualidade

### Uso por supremacistas brancos
Alguns membros de grupos de supremacia branca têm usado o acrônimo SPQR em bandeiras, em sua pessoa (como tatuagens) e outras formas de identificação. O entusiasmo do movimento por outros símbolos da Roma republicana, como o machado e as hastes empacotadas conhecidas como fasces, é documentado, assim como seu interesse em alguns aspectos da Roma republicana e imperial. Esse uso foi discutido nos quadros de avisos da Stormfront e foi notado em manifestações de supremacia branca. Os supremacistas brancos tendem a associar "SPQR" ao ethos militarista das legiões romanas. Na verdade, não há evidências de que a sigla aparecesse regularmente nas insígnias e equipamentos militares romanos, mas era muito usada pelo regime fascista de Benito Mussolini.

### Cultura popular
O clube de futebol Associazione Sportiva Roma utiliza no seu equipamento as iniciais de SPQR à altura do tórax, durante toda a época desportiva 2023/24. Em 29 de Abril 2017, já tinha utilizado contra o rival da cidade, Società Sportiva Lazio.